# Saint-Gilles-sur-Vie
Ne doit pas être confondu avec Saint-Gilles-Croix-de-Vie.
Saint-Gilles-sur-Vie est une ancienne commune française, située dans le département de la Vendée.
Située à l'embouchure de la Vie sur sa rive gauche, Saint-Gilles-sur-Vie fusionne en 1967 avec Croix-de-Vie, située de l'autre côté du fleuve côtier, pour former la nouvelle commune de Saint-Gilles-Croix-de-Vie.

## Toponymie
L'hagiotoponyme Saint-Gilles fait référence à Gilles l'Ermite.

## Histoire
Sur la rive gauche de la Vie, Saint-Gilles-sur-Vie est créée dans l'Antiquité par une colonie phocéenne. Au IXe siècle, des moines de Saint-Gilles-du-Gard s'implantent dans ce qui s'appelle alors Sidunum en construisant un prieuré ainsi qu'une église fortifiée. Au Moyen Âge, la cité, organisée autour de la grande rue (devenue la rue Torterue), est un port important, capable d'accueillir des navires d'une capacité de cent tonneaux.
Au milieu du XVIe siècle[Quand ?], une église réformée soutenant la Réforme protestante et plus particulièrement Jean Calvin est « dressée » à Saint-Gilles-sur-Vie avant d'être démolie en novembre 1665 parmi les dix-sept temples du Bas-Poitou (région correspondant quasiment au département de la Vendée),.
Durant la Révolution, la commune porte le nom de Port-Fidèle.

## Administration municipale

### Liste des maires
| Période                                  | Période        | Identité                              | Étiquette   | Qualité                                                                              |
| ---------------------------------------- | -------------- | ------------------------------------- | ----------- | ------------------------------------------------------------------------------------ |
| avril 1848                               | mai 1848       | Benjamin Cheviteau                    |             |                                                                                      |
| mai 1848                                 | novembre 1850  | Désiré Raynaud                        |             |                                                                                      |
| novembre 1850                            | mai 1860       | Auguste Messager                      |             | Médecin Conseiller général du canton de Saint-Gilles-sur-Vie (1852 → 1863)           |
| août 1860                                | août 1870      | Jacques Achard                        |             |                                                                                      |
| septembre 1870                           | juin 1872      | Auguste Grobleau                      |             |                                                                                      |
| octobre 1872                             | janvier 1878   | Jacques Achard                        |             |                                                                                      |
| février 1878                             | avril 1885     | Henri Grondin                         |             |                                                                                      |
| Les données manquantes sont à compléter. |                |                                       |             |                                                                                      |
| mai 1896                                 | juillet 1898   | Henri Bénéteau                        |             |                                                                                      |
| août 1898                                | septembre 1901 | Charles Grondin Fils de Henri Grondin |             |                                                                                      |
| janvier 1902                             | mai 1912       | Alphonse Gautté                       |             | Avocat puis procureur de la République, propriétaire                                 |
| mai 1912                                 | décembre 1919  | Adrien Rousseau                       |             |                                                                                      |
| décembre 1919                            | mai 1925       | Emilien Loubé                         |             | Propriétaire                                                                         |
| mai 1925                                 | mai 1935       | Jules Vallée                          |             | Instituteur                                                                          |
| mai 1935                                 | janvier 1937   | Abel Pipaud                           |             | Comptable                                                                            |
| mars 1937                                | octobre 1947   | Hippolyte Chauvière                   |             |                                                                                      |
| octobre 1947                             | janvier 1956   | Armand Garreau                        | MRP puis CD | Négociant en vins Conseiller général du canton de Saint-Gilles-sur-Vie (1945 → 1970) |
| janvier 1956                             | mars 1959      | Joseph Kleindienst                    |             | Officier supérieur retraité                                                          |
| mars 1959                                | décembre 1966  | Auguste Idier                         |             | Expert-géomètre, substitut du juge des Sables-d'Olonne                               |
| Les données manquantes sont à compléter. |                |                                       |             |                                                                                      |

## Personnalités liées à la commune
- Adeline Boutain (1862-1946), photographe, éditrice de cartes postales, qui tient commerce à Croix-de-Vie.
- Pierre Garcie-Ferrande (1441-1502), marin, considéré comme le premier hydrographe français.
- Narcisse Pelletier (1844-1894), marin originaire de Saint-Gilles-sur-Vie, et qui, à la suite d'un naufrage, passa 17 ans de sa vie parmi les Aborigènes d'Australie.

## Héraldique
| Blason | Blasonnement : D'or semé de fleurs de lis d'azur ; au franc-canton de gueules chargé d'une ancre d'or. |